# Матч за звання чемпіона світу із шахів 1957
Матч за звання чемпіона світу з шахів був проведений у Москві з 5 березня по 27 квітня 1957 року. Чинний чемпіон Михайло Ботвинник програв матч претенденту Василю Смислову, переможцеві турніру претендентів 1956 року, з рахунком 9½ — 12½ і, згідно з правилами ФІДЕ, втратив титул чемпіона світу. Василь Смислов був проголошений сьомим чемпіоном світу з шахів.
|   | a | b | c | d | e | f | g | h |   |
| 8 | d8 біла тура · e7 чорний пішак · h7 чорний пішак · b6 білий пішак · c6 чорний пішак · e6 чорний король · a5 чорна тура · c5 білий пішак · e5 чорний пішак · g5 чорний пішак · g4 білий пішак · f3 білий пішак · h3 білий пішак · b2 білий король | d8 біла тура · e7 чорний пішак · h7 чорний пішак · b6 білий пішак · c6 чорний пішак · e6 чорний король · a5 чорна тура · c5 білий пішак · e5 чорний пішак · g5 чорний пішак · g4 білий пішак · f3 білий пішак · h3 білий пішак · b2 білий король | d8 біла тура · e7 чорний пішак · h7 чорний пішак · b6 білий пішак · c6 чорний пішак · e6 чорний король · a5 чорна тура · c5 білий пішак · e5 чорний пішак · g5 чорний пішак · g4 білий пішак · f3 білий пішак · h3 білий пішак · b2 білий король | d8 біла тура · e7 чорний пішак · h7 чорний пішак · b6 білий пішак · c6 чорний пішак · e6 чорний король · a5 чорна тура · c5 білий пішак · e5 чорний пішак · g5 чорний пішак · g4 білий пішак · f3 білий пішак · h3 білий пішак · b2 білий король | d8 біла тура · e7 чорний пішак · h7 чорний пішак · b6 білий пішак · c6 чорний пішак · e6 чорний король · a5 чорна тура · c5 білий пішак · e5 чорний пішак · g5 чорний пішак · g4 білий пішак · f3 білий пішак · h3 білий пішак · b2 білий король | d8 біла тура · e7 чорний пішак · h7 чорний пішак · b6 білий пішак · c6 чорний пішак · e6 чорний король · a5 чорна тура · c5 білий пішак · e5 чорний пішак · g5 чорний пішак · g4 білий пішак · f3 білий пішак · h3 білий пішак · b2 білий король | d8 біла тура · e7 чорний пішак · h7 чорний пішак · b6 білий пішак · c6 чорний пішак · e6 чорний король · a5 чорна тура · c5 білий пішак · e5 чорний пішак · g5 чорний пішак · g4 білий пішак · f3 білий пішак · h3 білий пішак · b2 білий король | d8 біла тура · e7 чорний пішак · h7 чорний пішак · b6 білий пішак · c6 чорний пішак · e6 чорний король · a5 чорна тура · c5 білий пішак · e5 чорний пішак · g5 чорний пішак · g4 білий пішак · f3 білий пішак · h3 білий пішак · b2 білий король | 8 |
| 7 | d8 біла тура · e7 чорний пішак · h7 чорний пішак · b6 білий пішак · c6 чорний пішак · e6 чорний король · a5 чорна тура · c5 білий пішак · e5 чорний пішак · g5 чорний пішак · g4 білий пішак · f3 білий пішак · h3 білий пішак · b2 білий король | d8 біла тура · e7 чорний пішак · h7 чорний пішак · b6 білий пішак · c6 чорний пішак · e6 чорний король · a5 чорна тура · c5 білий пішак · e5 чорний пішак · g5 чорний пішак · g4 білий пішак · f3 білий пішак · h3 білий пішак · b2 білий король | d8 біла тура · e7 чорний пішак · h7 чорний пішак · b6 білий пішак · c6 чорний пішак · e6 чорний король · a5 чорна тура · c5 білий пішак · e5 чорний пішак · g5 чорний пішак · g4 білий пішак · f3 білий пішак · h3 білий пішак · b2 білий король | d8 біла тура · e7 чорний пішак · h7 чорний пішак · b6 білий пішак · c6 чорний пішак · e6 чорний король · a5 чорна тура · c5 білий пішак · e5 чорний пішак · g5 чорний пішак · g4 білий пішак · f3 білий пішак · h3 білий пішак · b2 білий король | d8 біла тура · e7 чорний пішак · h7 чорний пішак · b6 білий пішак · c6 чорний пішак · e6 чорний король · a5 чорна тура · c5 білий пішак · e5 чорний пішак · g5 чорний пішак · g4 білий пішак · f3 білий пішак · h3 білий пішак · b2 білий король | d8 біла тура · e7 чорний пішак · h7 чорний пішак · b6 білий пішак · c6 чорний пішак · e6 чорний король · a5 чорна тура · c5 білий пішак · e5 чорний пішак · g5 чорний пішак · g4 білий пішак · f3 білий пішак · h3 білий пішак · b2 білий король | d8 біла тура · e7 чорний пішак · h7 чорний пішак · b6 білий пішак · c6 чорний пішак · e6 чорний король · a5 чорна тура · c5 білий пішак · e5 чорний пішак · g5 чорний пішак · g4 білий пішак · f3 білий пішак · h3 білий пішак · b2 білий король | d8 біла тура · e7 чорний пішак · h7 чорний пішак · b6 білий пішак · c6 чорний пішак · e6 чорний король · a5 чорна тура · c5 білий пішак · e5 чорний пішак · g5 чорний пішак · g4 білий пішак · f3 білий пішак · h3 білий пішак · b2 білий король | 7 |
| 6 | d8 біла тура · e7 чорний пішак · h7 чорний пішак · b6 білий пішак · c6 чорний пішак · e6 чорний король · a5 чорна тура · c5 білий пішак · e5 чорний пішак · g5 чорний пішак · g4 білий пішак · f3 білий пішак · h3 білий пішак · b2 білий король | d8 біла тура · e7 чорний пішак · h7 чорний пішак · b6 білий пішак · c6 чорний пішак · e6 чорний король · a5 чорна тура · c5 білий пішак · e5 чорний пішак · g5 чорний пішак · g4 білий пішак · f3 білий пішак · h3 білий пішак · b2 білий король | d8 біла тура · e7 чорний пішак · h7 чорний пішак · b6 білий пішак · c6 чорний пішак · e6 чорний король · a5 чорна тура · c5 білий пішак · e5 чорний пішак · g5 чорний пішак · g4 білий пішак · f3 білий пішак · h3 білий пішак · b2 білий король | d8 біла тура · e7 чорний пішак · h7 чорний пішак · b6 білий пішак · c6 чорний пішак · e6 чорний король · a5 чорна тура · c5 білий пішак · e5 чорний пішак · g5 чорний пішак · g4 білий пішак · f3 білий пішак · h3 білий пішак · b2 білий король | d8 біла тура · e7 чорний пішак · h7 чорний пішак · b6 білий пішак · c6 чорний пішак · e6 чорний король · a5 чорна тура · c5 білий пішак · e5 чорний пішак · g5 чорний пішак · g4 білий пішак · f3 білий пішак · h3 білий пішак · b2 білий король | d8 біла тура · e7 чорний пішак · h7 чорний пішак · b6 білий пішак · c6 чорний пішак · e6 чорний король · a5 чорна тура · c5 білий пішак · e5 чорний пішак · g5 чорний пішак · g4 білий пішак · f3 білий пішак · h3 білий пішак · b2 білий король | d8 біла тура · e7 чорний пішак · h7 чорний пішак · b6 білий пішак · c6 чорний пішак · e6 чорний король · a5 чорна тура · c5 білий пішак · e5 чорний пішак · g5 чорний пішак · g4 білий пішак · f3 білий пішак · h3 білий пішак · b2 білий король | d8 біла тура · e7 чорний пішак · h7 чорний пішак · b6 білий пішак · c6 чорний пішак · e6 чорний король · a5 чорна тура · c5 білий пішак · e5 чорний пішак · g5 чорний пішак · g4 білий пішак · f3 білий пішак · h3 білий пішак · b2 білий король | 6 |
| 5 | d8 біла тура · e7 чорний пішак · h7 чорний пішак · b6 білий пішак · c6 чорний пішак · e6 чорний король · a5 чорна тура · c5 білий пішак · e5 чорний пішак · g5 чорний пішак · g4 білий пішак · f3 білий пішак · h3 білий пішак · b2 білий король | d8 біла тура · e7 чорний пішак · h7 чорний пішак · b6 білий пішак · c6 чорний пішак · e6 чорний король · a5 чорна тура · c5 білий пішак · e5 чорний пішак · g5 чорний пішак · g4 білий пішак · f3 білий пішак · h3 білий пішак · b2 білий король | d8 біла тура · e7 чорний пішак · h7 чорний пішак · b6 білий пішак · c6 чорний пішак · e6 чорний король · a5 чорна тура · c5 білий пішак · e5 чорний пішак · g5 чорний пішак · g4 білий пішак · f3 білий пішак · h3 білий пішак · b2 білий король | d8 біла тура · e7 чорний пішак · h7 чорний пішак · b6 білий пішак · c6 чорний пішак · e6 чорний король · a5 чорна тура · c5 білий пішак · e5 чорний пішак · g5 чорний пішак · g4 білий пішак · f3 білий пішак · h3 білий пішак · b2 білий король | d8 біла тура · e7 чорний пішак · h7 чорний пішак · b6 білий пішак · c6 чорний пішак · e6 чорний король · a5 чорна тура · c5 білий пішак · e5 чорний пішак · g5 чорний пішак · g4 білий пішак · f3 білий пішак · h3 білий пішак · b2 білий король | d8 біла тура · e7 чорний пішак · h7 чорний пішак · b6 білий пішак · c6 чорний пішак · e6 чорний король · a5 чорна тура · c5 білий пішак · e5 чорний пішак · g5 чорний пішак · g4 білий пішак · f3 білий пішак · h3 білий пішак · b2 білий король | d8 біла тура · e7 чорний пішак · h7 чорний пішак · b6 білий пішак · c6 чорний пішак · e6 чорний король · a5 чорна тура · c5 білий пішак · e5 чорний пішак · g5 чорний пішак · g4 білий пішак · f3 білий пішак · h3 білий пішак · b2 білий король | d8 біла тура · e7 чорний пішак · h7 чорний пішак · b6 білий пішак · c6 чорний пішак · e6 чорний король · a5 чорна тура · c5 білий пішак · e5 чорний пішак · g5 чорний пішак · g4 білий пішак · f3 білий пішак · h3 білий пішак · b2 білий король | 5 |
| 4 | d8 біла тура · e7 чорний пішак · h7 чорний пішак · b6 білий пішак · c6 чорний пішак · e6 чорний король · a5 чорна тура · c5 білий пішак · e5 чорний пішак · g5 чорний пішак · g4 білий пішак · f3 білий пішак · h3 білий пішак · b2 білий король | d8 біла тура · e7 чорний пішак · h7 чорний пішак · b6 білий пішак · c6 чорний пішак · e6 чорний король · a5 чорна тура · c5 білий пішак · e5 чорний пішак · g5 чорний пішак · g4 білий пішак · f3 білий пішак · h3 білий пішак · b2 білий король | d8 біла тура · e7 чорний пішак · h7 чорний пішак · b6 білий пішак · c6 чорний пішак · e6 чорний король · a5 чорна тура · c5 білий пішак · e5 чорний пішак · g5 чорний пішак · g4 білий пішак · f3 білий пішак · h3 білий пішак · b2 білий король | d8 біла тура · e7 чорний пішак · h7 чорний пішак · b6 білий пішак · c6 чорний пішак · e6 чорний король · a5 чорна тура · c5 білий пішак · e5 чорний пішак · g5 чорний пішак · g4 білий пішак · f3 білий пішак · h3 білий пішак · b2 білий король | d8 біла тура · e7 чорний пішак · h7 чорний пішак · b6 білий пішак · c6 чорний пішак · e6 чорний король · a5 чорна тура · c5 білий пішак · e5 чорний пішак · g5 чорний пішак · g4 білий пішак · f3 білий пішак · h3 білий пішак · b2 білий король | d8 біла тура · e7 чорний пішак · h7 чорний пішак · b6 білий пішак · c6 чорний пішак · e6 чорний король · a5 чорна тура · c5 білий пішак · e5 чорний пішак · g5 чорний пішак · g4 білий пішак · f3 білий пішак · h3 білий пішак · b2 білий король | d8 біла тура · e7 чорний пішак · h7 чорний пішак · b6 білий пішак · c6 чорний пішак · e6 чорний король · a5 чорна тура · c5 білий пішак · e5 чорний пішак · g5 чорний пішак · g4 білий пішак · f3 білий пішак · h3 білий пішак · b2 білий король | d8 біла тура · e7 чорний пішак · h7 чорний пішак · b6 білий пішак · c6 чорний пішак · e6 чорний король · a5 чорна тура · c5 білий пішак · e5 чорний пішак · g5 чорний пішак · g4 білий пішак · f3 білий пішак · h3 білий пішак · b2 білий король | 4 |
| 3 | d8 біла тура · e7 чорний пішак · h7 чорний пішак · b6 білий пішак · c6 чорний пішак · e6 чорний король · a5 чорна тура · c5 білий пішак · e5 чорний пішак · g5 чорний пішак · g4 білий пішак · f3 білий пішак · h3 білий пішак · b2 білий король | d8 біла тура · e7 чорний пішак · h7 чорний пішак · b6 білий пішак · c6 чорний пішак · e6 чорний король · a5 чорна тура · c5 білий пішак · e5 чорний пішак · g5 чорний пішак · g4 білий пішак · f3 білий пішак · h3 білий пішак · b2 білий король | d8 біла тура · e7 чорний пішак · h7 чорний пішак · b6 білий пішак · c6 чорний пішак · e6 чорний король · a5 чорна тура · c5 білий пішак · e5 чорний пішак · g5 чорний пішак · g4 білий пішак · f3 білий пішак · h3 білий пішак · b2 білий король | d8 біла тура · e7 чорний пішак · h7 чорний пішак · b6 білий пішак · c6 чорний пішак · e6 чорний король · a5 чорна тура · c5 білий пішак · e5 чорний пішак · g5 чорний пішак · g4 білий пішак · f3 білий пішак · h3 білий пішак · b2 білий король | d8 біла тура · e7 чорний пішак · h7 чорний пішак · b6 білий пішак · c6 чорний пішак · e6 чорний король · a5 чорна тура · c5 білий пішак · e5 чорний пішак · g5 чорний пішак · g4 білий пішак · f3 білий пішак · h3 білий пішак · b2 білий король | d8 біла тура · e7 чорний пішак · h7 чорний пішак · b6 білий пішак · c6 чорний пішак · e6 чорний король · a5 чорна тура · c5 білий пішак · e5 чорний пішак · g5 чорний пішак · g4 білий пішак · f3 білий пішак · h3 білий пішак · b2 білий король | d8 біла тура · e7 чорний пішак · h7 чорний пішак · b6 білий пішак · c6 чорний пішак · e6 чорний король · a5 чорна тура · c5 білий пішак · e5 чорний пішак · g5 чорний пішак · g4 білий пішак · f3 білий пішак · h3 білий пішак · b2 білий король | d8 біла тура · e7 чорний пішак · h7 чорний пішак · b6 білий пішак · c6 чорний пішак · e6 чорний король · a5 чорна тура · c5 білий пішак · e5 чорний пішак · g5 чорний пішак · g4 білий пішак · f3 білий пішак · h3 білий пішак · b2 білий король | 3 |
| 2 | d8 біла тура · e7 чорний пішак · h7 чорний пішак · b6 білий пішак · c6 чорний пішак · e6 чорний король · a5 чорна тура · c5 білий пішак · e5 чорний пішак · g5 чорний пішак · g4 білий пішак · f3 білий пішак · h3 білий пішак · b2 білий король | d8 біла тура · e7 чорний пішак · h7 чорний пішак · b6 білий пішак · c6 чорний пішак · e6 чорний король · a5 чорна тура · c5 білий пішак · e5 чорний пішак · g5 чорний пішак · g4 білий пішак · f3 білий пішак · h3 білий пішак · b2 білий король | d8 біла тура · e7 чорний пішак · h7 чорний пішак · b6 білий пішак · c6 чорний пішак · e6 чорний король · a5 чорна тура · c5 білий пішак · e5 чорний пішак · g5 чорний пішак · g4 білий пішак · f3 білий пішак · h3 білий пішак · b2 білий король | d8 біла тура · e7 чорний пішак · h7 чорний пішак · b6 білий пішак · c6 чорний пішак · e6 чорний король · a5 чорна тура · c5 білий пішак · e5 чорний пішак · g5 чорний пішак · g4 білий пішак · f3 білий пішак · h3 білий пішак · b2 білий король | d8 біла тура · e7 чорний пішак · h7 чорний пішак · b6 білий пішак · c6 чорний пішак · e6 чорний король · a5 чорна тура · c5 білий пішак · e5 чорний пішак · g5 чорний пішак · g4 білий пішак · f3 білий пішак · h3 білий пішак · b2 білий король | d8 біла тура · e7 чорний пішак · h7 чорний пішак · b6 білий пішак · c6 чорний пішак · e6 чорний король · a5 чорна тура · c5 білий пішак · e5 чорний пішак · g5 чорний пішак · g4 білий пішак · f3 білий пішак · h3 білий пішак · b2 білий король | d8 біла тура · e7 чорний пішак · h7 чорний пішак · b6 білий пішак · c6 чорний пішак · e6 чорний король · a5 чорна тура · c5 білий пішак · e5 чорний пішак · g5 чорний пішак · g4 білий пішак · f3 білий пішак · h3 білий пішак · b2 білий король | d8 біла тура · e7 чорний пішак · h7 чорний пішак · b6 білий пішак · c6 чорний пішак · e6 чорний король · a5 чорна тура · c5 білий пішак · e5 чорний пішак · g5 чорний пішак · g4 білий пішак · f3 білий пішак · h3 білий пішак · b2 білий король | 2 |
| 1 | d8 біла тура · e7 чорний пішак · h7 чорний пішак · b6 білий пішак · c6 чорний пішак · e6 чорний король · a5 чорна тура · c5 білий пішак · e5 чорний пішак · g5 чорний пішак · g4 білий пішак · f3 білий пішак · h3 білий пішак · b2 білий король | d8 біла тура · e7 чорний пішак · h7 чорний пішак · b6 білий пішак · c6 чорний пішак · e6 чорний король · a5 чорна тура · c5 білий пішак · e5 чорний пішак · g5 чорний пішак · g4 білий пішак · f3 білий пішак · h3 білий пішак · b2 білий король | d8 біла тура · e7 чорний пішак · h7 чорний пішак · b6 білий пішак · c6 чорний пішак · e6 чорний король · a5 чорна тура · c5 білий пішак · e5 чорний пішак · g5 чорний пішак · g4 білий пішак · f3 білий пішак · h3 білий пішак · b2 білий король | d8 біла тура · e7 чорний пішак · h7 чорний пішак · b6 білий пішак · c6 чорний пішак · e6 чорний король · a5 чорна тура · c5 білий пішак · e5 чорний пішак · g5 чорний пішак · g4 білий пішак · f3 білий пішак · h3 білий пішак · b2 білий король | d8 біла тура · e7 чорний пішак · h7 чорний пішак · b6 білий пішак · c6 чорний пішак · e6 чорний король · a5 чорна тура · c5 білий пішак · e5 чорний пішак · g5 чорний пішак · g4 білий пішак · f3 білий пішак · h3 білий пішак · b2 білий король | d8 біла тура · e7 чорний пішак · h7 чорний пішак · b6 білий пішак · c6 чорний пішак · e6 чорний король · a5 чорна тура · c5 білий пішак · e5 чорний пішак · g5 чорний пішак · g4 білий пішак · f3 білий пішак · h3 білий пішак · b2 білий король | d8 біла тура · e7 чорний пішак · h7 чорний пішак · b6 білий пішак · c6 чорний пішак · e6 чорний король · a5 чорна тура · c5 білий пішак · e5 чорний пішак · g5 чорний пішак · g4 білий пішак · f3 білий пішак · h3 білий пішак · b2 білий король | d8 біла тура · e7 чорний пішак · h7 чорний пішак · b6 білий пішак · c6 чорний пішак · e6 чорний король · a5 чорна тура · c5 білий пішак · e5 чорний пішак · g5 чорний пішак · g4 білий пішак · f3 білий пішак · h3 білий пішак · b2 білий король | 1 |
|   | a | b | c | d | e | f | g | h |   |

## Результати
|                          | 1 | 2 | 3 | 4 | 5 | 6 | 7 | 8 | 9 | 10 | 11 | 12 | 13 | 14 | 15 | 16 | 17 | 18 | 19 | 20 | 21 | 22 | Очки |
| ------------------------ | - | - | - | - | - | - | - | - | - | -- | -- | -- | -- | -- | -- | -- | -- | -- | -- | -- | -- | -- | ---- |
| Михайло Ботвинник (СРСР) | 0 | ½ | ½ | 1 | 1 | 0 | ½ | 0 | ½ | ½  | ½  | 0  | 1  | ½  | ½  | ½  | 0  | ½  | ½  | 0  | ½  | ½  | 9½   |
| Василь Смислов (СРСР)    | 1 | ½ | ½ | 0 | 0 | 1 | ½ | 1 | ½ | ½  | ½  | 1  | 0  | ½  | ½  | ½  | 1  | ½  | ½  | 1  | ½  | ½  | 12½  |